# Dasychalina validissima
Dasychalina validissima är en svampdjursart som först beskrevs av Thiele 1905.  Dasychalina validissima ingår i släktet Dasychalina och familjen Niphatidae. Inga underarter finns listade i Catalogue of Life.